# Asphodelus lusitanicus
Asphodelus lusitanicus är en grästrädsväxtart som beskrevs av Antonio Xavier Pereira Coutinho. Asphodelus lusitanicus ingår i släktet afodiller, och familjen grästrädsväxter.

## Underarter
Arten delas in i följande underarter:
- A. l. lusitanicus
- A. l. ovoideus